# Escuela de Santa María (Puerto España)
La Escuela de Santa María (en inglés: Saint Mary's College) (popularmente conocida como CIC, que significa Colegio de la Inmaculada Concepción) es una escuela secundaria católica asistida por el gobierno situado en la calle Frederick, en el corazón de Puerto España, la capital del país caribeño de Trinidad y Tobago. La escuela fue fundada en 1863 con sólo un puñado de estudiantes pero la inscripción hoy está cerca de 1200 admitidos. El lema de la escuela es "Virtus et Scientia" que en latín significa "virtud y conocimiento". Es una escuela de varones a excepción de algunas secciones, que pueden admitir algunas chicas seleccionadas al inicio de cada año académico.